# Юкном-Ти-Чан
Юкном-Ти-Чан (майя yu-ku-no-ma TI-CHAN-na) — правитель Канульского царства со столицей в Цибанче.

## Биография
Юкном-Ти-Чан является преемником Укай-Кана.
Он упоминается на стеле 3 из Караколя как сюзерен царя Караколя Кана II, во время события, произошедшего 9.9.5.13.8, 4 Lamat 6 Pax (9 января 619 года).
Его преемником стал вероятно его брат Тахом-Укаб-Как.

### Семья
Вероятно, он был сыном своего предшественника Укай-Кана, его братьями были: Тахом-Укаб-Как, Юкном и Юкном-Чен II.